# Oliver Franks, Baron Franks

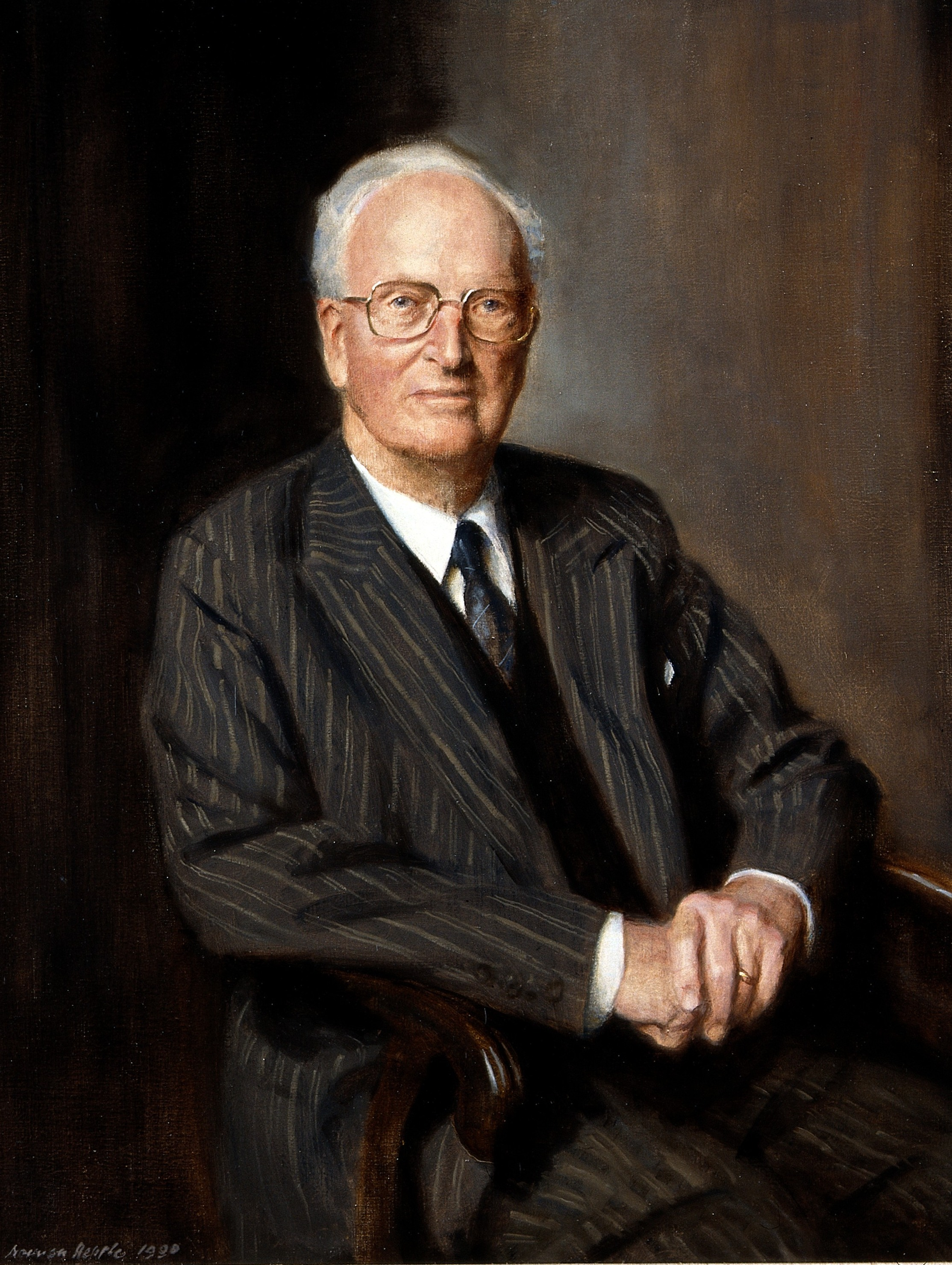
Oliver Franks (1990)

Oliver Franks, Baron Franks, OM, GCMG, KCB, CBE, DL (* 16. Februar 1905 Selly Oak, Birmingham; † 15. Oktober 1992 in Oxford) war ein britischer Beamter.

## Leben
Oliver Franks besuchte die Bristol Grammar School in Bristol und studierte am Queen’s College in Oxford. Unmittelbar nach seinem Abschluss 1927 wurde er als Fellow an das Queen’s College berufen. 1935 wurde ihm nach einem Gastsemester an der Universität von Chicago dort ein Lehrstuhl angeboten, den er jedoch ablehnte. Stattdessen wurde er 1937 Professor für Moralphilosophie an der Universität Glasgow.
Im Rahmen der Kriegsdienstpflicht arbeitete er von 1939 bis 1945 für das Ministry of Supply und stand nach Kriegsende als Permanent Secretary dem Ministerium als höchster Beamter vor, ehe er 1946 als Provost an das Queen’s College nach Oxford zurückkehrte. Aber bereits 1948 verließ er die Universität wieder um als Botschafter des Vereinigten Königreichs in den USA zu amtieren. Während seiner Zeit in den USA war er der Vorsitzende der NATO-Vertragsvorbereitungsverhandlungen.
Franks verließ die Stellung als Botschafter 1952 und arbeitete ab 1953 zunächst als Direktor und ab 1954 als Vorsitzender bei der Lloyds Bank. 1962 kehrte er als Provost des Worcester College an die Universität Oxford zurück. Im gleichen Jahr wurde ihm die Würde eines Life Peer als Baron Franks of Headington verliehen. Seit 1960 war er Mitglied (Fellow) der British Academy.
Nachdem er 1976 in den Ruhestand getreten war, war seine Arbeit als Vorsitzender des Falkland Island Review Committee von 1982 bis 1983 mit dem als Franks Report bezeichneten Abschlussbericht von großem öffentlichen Interesse, da dort der britischen Regierung eine Verantwortung für den Ausbruch des Falklandkrieges abgesprochen wurde.